# Семёнов, Максим Анатольевич (политик)
Максим Анатольевич Сёменов (род. 2 сентября 1983, Бикин, Хабаровский край, РСФСР, СССР) — российский политический деятель. Глава города Биробиджан, центра Еврейской автономной области.

## Биография
Родился в 1983 году. Уроженец города Бикин, что в Хабаровском крае.
Получил образование в Приамурском государственном университете, куда поступил в 2001 году (специальность «Документоведение и документационное обеспечение управления», степень магистра). Окончил вуз в 2006.
С 2004 года работал в компании «Контур ДВ»: первоначально продавец-консультант, затем занимал ряд должностей вплоть до директора магазина.
С 2007 по 2015 год работал в воинской части, после чего ещё четыре года занимался предпринимательской деятельностью.
С 2020 года являлся советником главы Биробиджана. После этого работал в администрации Облученского района заместителем главы.
В 2021 году возглавил Биробиджанский район.
После ухода в отставку предыдущего главы Биробиджана Головатого А. С. на заседании думы города в феврале следующего города был избран на должность мэра города. Получил 13 голосов депутатов из 17 возможных, остальные 4 бюллетеня были недействительны.
По данным на 2022 год состоял в браке. Имел дочь и сына.